# SIGSALY

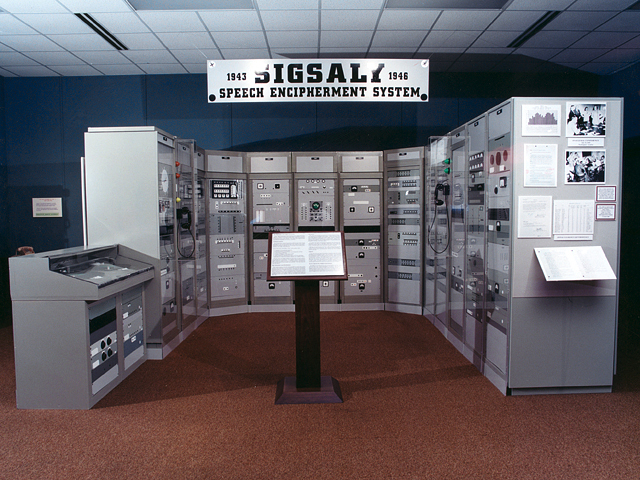

SIGSALY(X System, Project X, Ciphony I 및 Green Hornet으로도 호칭)는 제2차 세계 대전에서 최고 수준의 연합국 통신을 위해 사용된 보안 음성 시스템이었다. 이는 펄스 부호 변조를 사용한 최초의 음성 전송을 포함하여 다양한 디지털 통신 개념을 개척했다.
SIGSALY라는 이름은 약어가 아니라 약어와 유사한 표지 이름이었다. SIG 부분은 육군 신호대 이름(예: SIGABA)에서 흔히 사용되었다. 프로토타입은 라디오 쇼 The Green Hornet의 이름을 따서 "Green Hornet"이라고 불렸다. 대화를 도청하려는 사람에게 쇼의 주제곡과 비슷한 윙윙거리는 말벌처럼 들리기 때문이다.

## 같이 보기
- 분산 스펙트럼
- 음성 부호화